# Kitch Christie
Pour les articles homonymes, voir Christie.
Pas d'image ? Cliquez ici

a Compétitions nationales et continentales officielles uniquement.

George Moir Christie, plus simplement connu comme Kitch Christie, né le 31 janvier 1940, décédé le 22 avril 1998, est un joueur sud-africain de rugby à XV. Il est surtout connu comme entraîneur de rugby à XV. Il entraîne l'équipe d'Afrique du Sud entre 1994 et 1995 menant les Springboks à la victoire en coupe du monde en 1995.

## Enfance
Né à Johannesburg d'un père écossais et d'une mère anglaise, il suit l'école à la Leith Academy à Édimbourg en Écosse et au London Institute of Electronics. 

## Carrière de joueur
Après ses études, Kitch Christie retourne dans son pays de naissance, évoluant au club des Harlequins de Pretoria comme troisième ligne aile. Il connaît une carrière de joueur sans hauts faits d'armes, il ne gagne aucune sélection nationale.

## Parcours d'entraîneur
Il devient alors un sélectionneur pour le Northern Transvaal.[Quand ?]
En 1980, il passe l'hiver austral (l'été pour l'hémisphère nord) aux États-Unis, entraînant le club des Lions de Chicago. Bien que son séjour à Chicago ne dure que trois mois, il a marqué son passage, les conduisant au titre de leur compétition régionale.
Il repousse une offre pour devenir l'entraîneur du Northern Transvaal, il accepte celle de Louis Luyt, alors président de l'union du Transvaal, de prendre la direction de l'équipe en 1992. Luyt va jouer un rôle majeur dans la carrière de Kitch Christie.
Avec le Transvaal, Kitch Christie gagne deux fois la Currie Cup en 1993 et en 1994.

### Équipe d'Afrique du Sud
Pendant ce temps, Louis Luyt est devenu président de la South African Rugby Football Union. Après une tournée de l'équipe d'Afrique du Sud en Nouvelle-Zélande l'été 1994 qui se solde par 2 défaites et un nul, Ian McIntosh (4 victoires, 2 nuls et 6 défaites) est renvoyé, il n'a fait guère mieux que John Williams (1 victoire et 4 défaites) en 1992. 
Kitch Christie prend les rênes de l'équipe d'Afrique du Sud, il mènera celle-ci à 14 victoires consécutives, l'heure est pourtant au doute avant le grand rendez-vous. 
La coupe du monde de rugby à XV 1995 s'est tenue en Afrique du Sud du 25 mai au 24 juin 1995.
Pour leur coupe du monde, les Sud-africains jouent dans le groupe A avec l'Australie, la Roumanie et le Canada. Les Sud-africains battent l'Australie tenante du titre 27-18, puis la Roumanie 21-8 et le Canada 20-0. Les Sud-africains terminent premiers de poule, ils affrontent les Samoa. Ils l'emportent 42-14. Le samedi 17 juin 1995, la France en demi-finale est opposée à l’Afrique du Sud, chez elle, dans son stade du Kings Park de Durban, la pelouse est inondée, le coup d’envoi est repoussé, dans des conditions difficiles les Springboks gagnent 19-15. En finale, les Springboks sont opposés aux All Blacks, favoris de la finale et qui s'appuient sur Jonah Lomu, auteur de quatre essais lors de la demi-finale face aux Anglais. Les Néo-zélandais s'inclinent de peu, 12 à 15, au terme d'un match très disputé pendant lequel aucun essai n’est marqué. Nelson Mandela, premier président noir du pays et revêtu du maillot du capitaine des Springboks Francois Pienaar, remêt à celui-ci le trophée William Webb Ellis.

## Fin de sa vie
En mars 1996, Kitch Christie abandonne les Springboks car il souffre d'une leucémie. Au début, le traitement se passe bien et il pense être capable d'être l'entraîneur principal du Northern Transvaal, pour la saison 1997 de Super 12. Cependant, il ne peut pas se déplacer avec l'équipe en Australasie au début de la saison, et sa santé s'aggrave, il est de nouveau hospitalisé quelques semaines plus tard. Christie est donc démis de ses fonctions d'entraîneur alors qu'il est sur un lit d'hôpital.
Fin 1997, son état de santé empire et il doit être transporté aux États-Unis pour voir des spécialistes. Il fait cependant un retour au rugby comme conseiller technique pour les Falcons en 1998, mais sa santé se dégrade, il entre à l'hôpital pour la dernière fois le dimanche de Pâques 1998. Il meurt le 22 avril 1998 à Pretoria.

## Palmarès comme entraîneur

### Finales deCurrie Cup
| Saison | Vainqueur | Score   | Finaliste          | Lieu                         |
| ------ | --------- | ------- | ------------------ | ---------------------------- |
| 1993   | Transvaal | 21 - 15 | Natal Sharks       | Kings Park, Durban           |
| 1994   | Transvaal | 56 - 35 | Orange Free State1 | Springbok Park, Bloemfontein |

### Équipe d'Afrique du Sud
- Victoire dans la coupe du monde de rugby à XV 1995
- A dirigé 14 matchs des Springboks pour 14 victoires